# Плейно
Плейно (англ. Plano) — місто (англ. city) в США, в округах Коллін і Дентон штату Техас, північне передмістя Далласу. Населення — 285 494 особи (2020). За чисельністю населення власне міста Плейно є 9-им у Техасі.
У місті знаходяться штаб-квартири Ericsson Inc., Rent-A-Center, Crossmark, Dell Services, HP Enterprise Services, JCPenney, Frito-Lay, Cinemark Theatres, Dr Pepper Snapple Group й Siemens PLM Software.

## Географія
Плейно розташоване за координатами 33°3′3″ пн. ш. 96°44′53″ зх. д. / 33.05083° пн. ш. 96.74806° зх. д. (33.050769, -96.747944).  За даними Бюро перепису населення США в 2010 році місто мало площу 186,33 км², з яких 185,39 км² — суходіл та 0,94 км² — водойми.

## Демографія

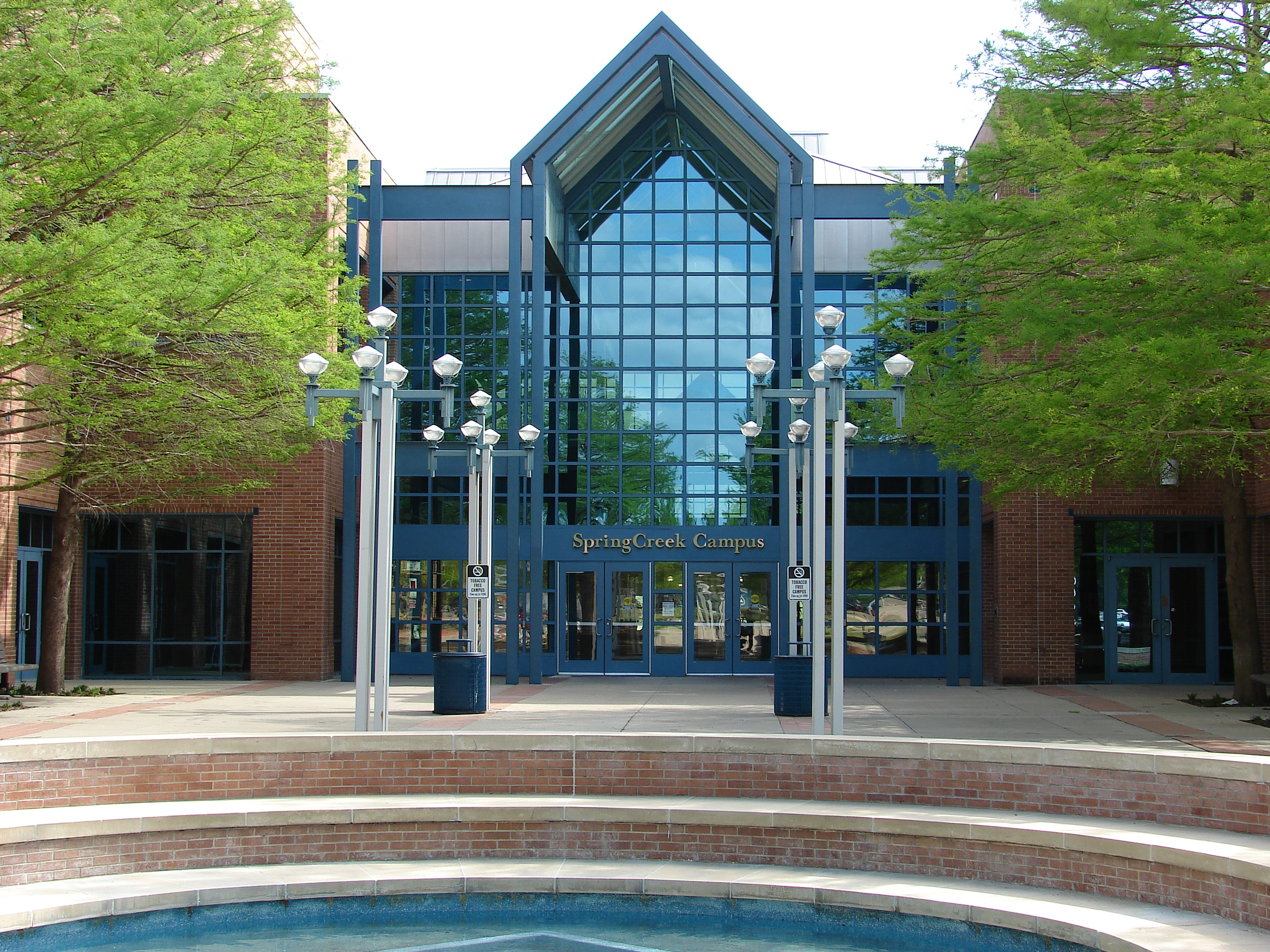
Коллин каунті громадський коледж.

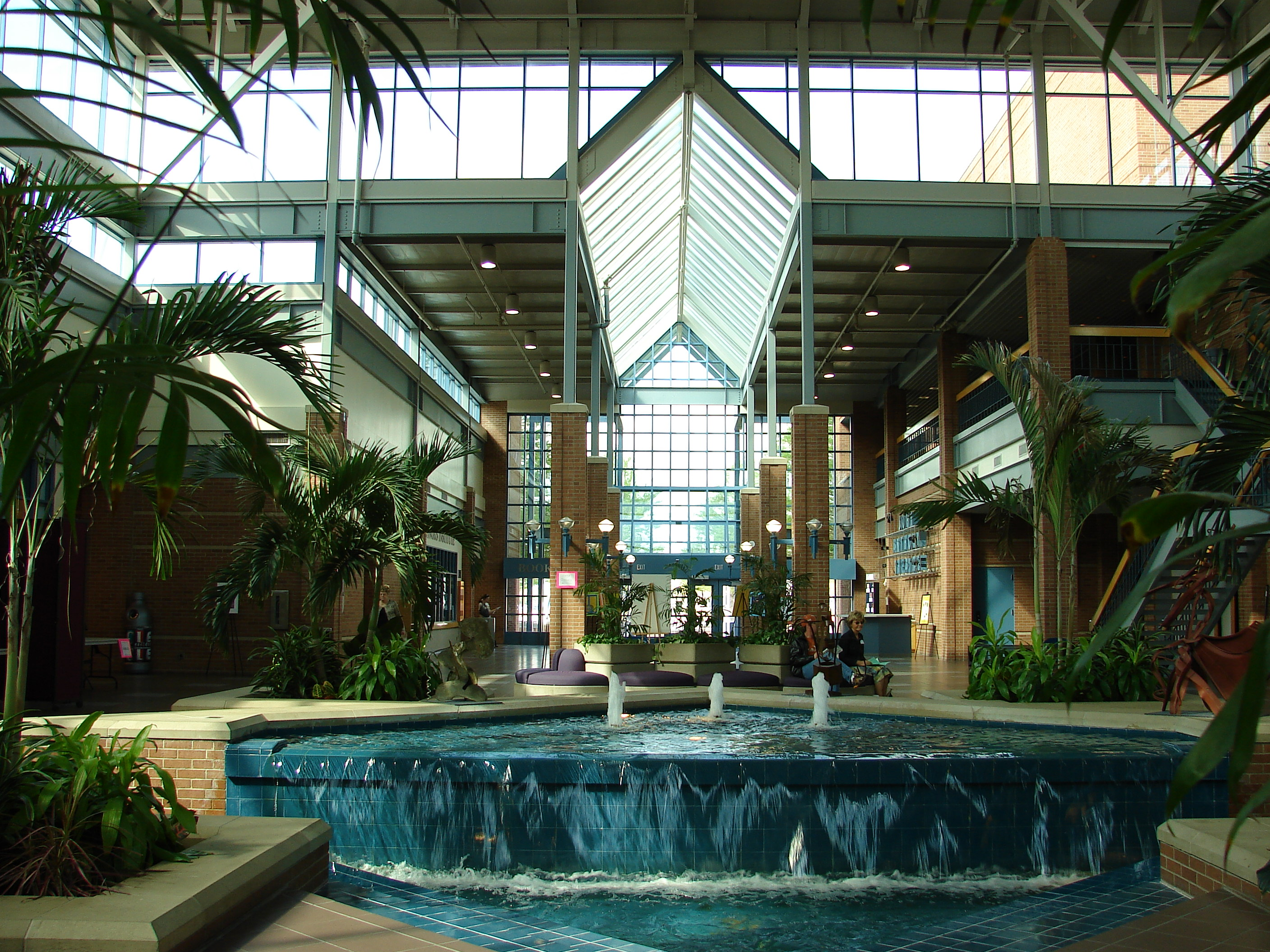
Всередині Коллин каунті громадського коледжу

Згідно з переписом 2010 року, у місті мешкала 259 841 особа в 99 131 домогосподарстві у складі 69 464 родин. Густота населення становила 1395 осіб/км².  Було 103672 помешкання (556/км²).
Расовий склад населення:
| - 66,9 % — білих - 16,9 % — азіатів - 7,6 % — чорних або афроамериканців - 0,4 % — корінних американців - 0,1 % — вихідців з тихоокеанських островів - 5,1 % — осіб інших рас |

До двох чи більше рас належало 3,0 %. Частка іспаномовних становила 14,7 % від усіх жителів.
За віковим діапазоном населення розподілялося таким чином: 25,9 % — особи молодші 18 років, 65,2 % — особи у віці 18—64 років, 8,9 % — особи у віці 65 років та старші. Медіана віку мешканця становила 37,2 року. На 100 осіб жіночої статі у місті припадало 95,7 чоловіків;  на 100 жінок у віці від 18 років та старших — 93,1 чоловіків також старших 18 років.
Середній дохід на одне домашнє господарство  становив 110 500 доларів США (медіана — 83 793), а середній дохід на одну сім'ю — 127 322 долари (медіана — 101 750). Медіана доходів становила 72 056 доларів для чоловіків та 51 054 долари для жінок. За межею бідності перебувало 7,5 % осіб, у тому числі 10,2 % дітей у віці до 18 років та 7,8 % осіб у віці 65 років та старших.
Цивільне працевлаштоване населення становило 145 789 осіб. Основні галузі зайнятості: науковці, спеціалісти, менеджери — 19,0 %, освіта, охорона здоров'я та соціальна допомога — 18,0 %, фінанси, страхування та нерухомість — 12,4 %, роздрібна торгівля — 10,8 %.

## Транспорт
У передмісті знаходиться північна кінцева станція Червоної та Помаранчевої ліній швидкісного трамваю Далласа, лінії якого пов'язують Даллас з його передмістями.